# Ахмад аль-Мутаваккіль
Ахмад аль-Мутаваккіль (араб. أحمد بن علي بن عباس; 26 вересня 1756 — 10 вересня 1816) — імам Ємену, син імама Алі I аль-Мансура.